# ラスタ・ラシベンゲ
ラスタ・ラシベンゲ（Rasta Rasivhenge、1986年1月3日 - ）は、南アフリカ共和国のラグビーユニオンレフリー（審判員）。南アフリカ共和国・ヨハネスブルグ出身。

## 略歴
元タッチラグビーの選手で21歳の時レフリーになる。
2016年、スーパーラグビーのレフリー初担当。また同年、2016年リオ五輪・7人制ラグビー競技の担当レフリーになる

## 受賞歴
- ワールドラグビー最優秀レフリー賞:2016年[5]